# SN 2001ae
SN 2001ae – supernowa typu II odkryta 15 marca 2001 roku w galaktyce IC4229. W momencie odkrycia miała maksymalną jasność 17,30m.